# Сет-Эгён
Сет-Эгён (фр. Cette-Eygun) — коммуна во Франции, находится в регионе Аквитания. Департамент — Атлантические Пиренеи. Входит в состав кантона Олорон-Сент-Мари-1. Округ коммуны — Олорон-Сент-Мари.
Код INSEE коммуны — 64185.

## География

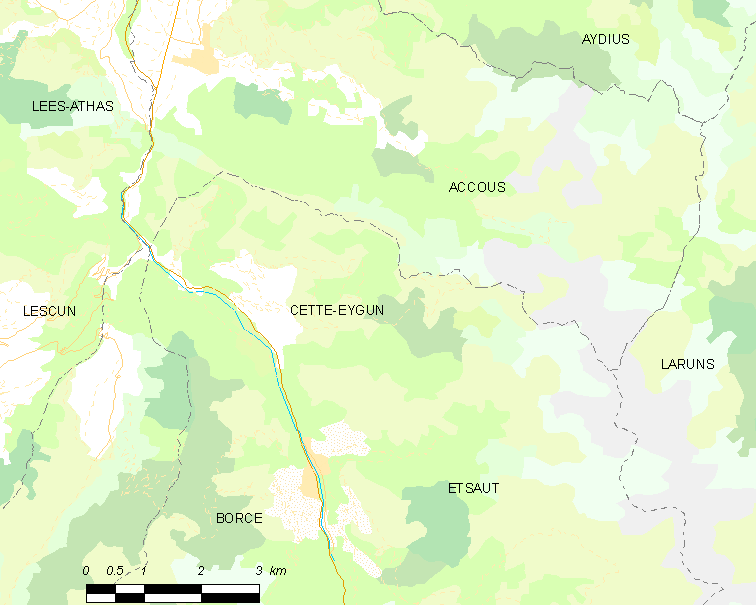
Карта коммуны

Коммуна расположена приблизительно в 700 км к югу от Парижа, в 220 км южнее Бордо, в 45 км к юго-западу от По.
По территории коммуны протекает река Гав-д’Асп.

### Климат
Климат тёплый океанический. Зима мягкая, средняя температура января — от +5°С до +13°С, температуры ниже −10 °C бывают редко. Снег выпадает около 15 дней в году с ноября по апрель. Максимальная температура летом порядка 20-30 °C, выше 35 °C бывает очень редко. Количество осадков высокое, порядка 1100 мм в год. Характерна безветренная погода, сильные ветры очень редки.

## Население
Население коммуны на 2010 год составляло 79 человек.
| 1962 | 1968 | 1975 | 1982 | 1990 | 1999 | 2010 |
| ---- | ---- | ---- | ---- | ---- | ---- | ---- |
| 166  | 178  | 143  | 103  | 89   | 95   | 79   |

## Администрация
| Период | Период | Фамилия       | Партия | Примечания |
| ------ | ------ | ------------- | ------ | ---------- |
| 1995   | 2008   | Бернар Сарайе |        |            |
| 2008   | 2020   | Жан Гасту     |        |            |

## Экономика
В 2010 году среди 48 человек трудоспособного возраста (15-64 лет) 34 были экономически активными, 14 — неактивными (показатель активности — 70,8 %, в 1999 году было 75,9 %). Из 34 активных жителей работали 28 человек (16 мужчин и 12 женщин), безработных было 6 (3 мужчин и 3 женщины). Среди 14 неактивных 3 человека были учениками или студентами, 7 — пенсионерами, 4 были неактивными по другим причинам.

## Достопримечательности
- Церковь Св. Петра (XII век). Исторический памятник с 1999 года[4]
- Церковь Св. Варфоломея (XIX век)

## Фотогалерея

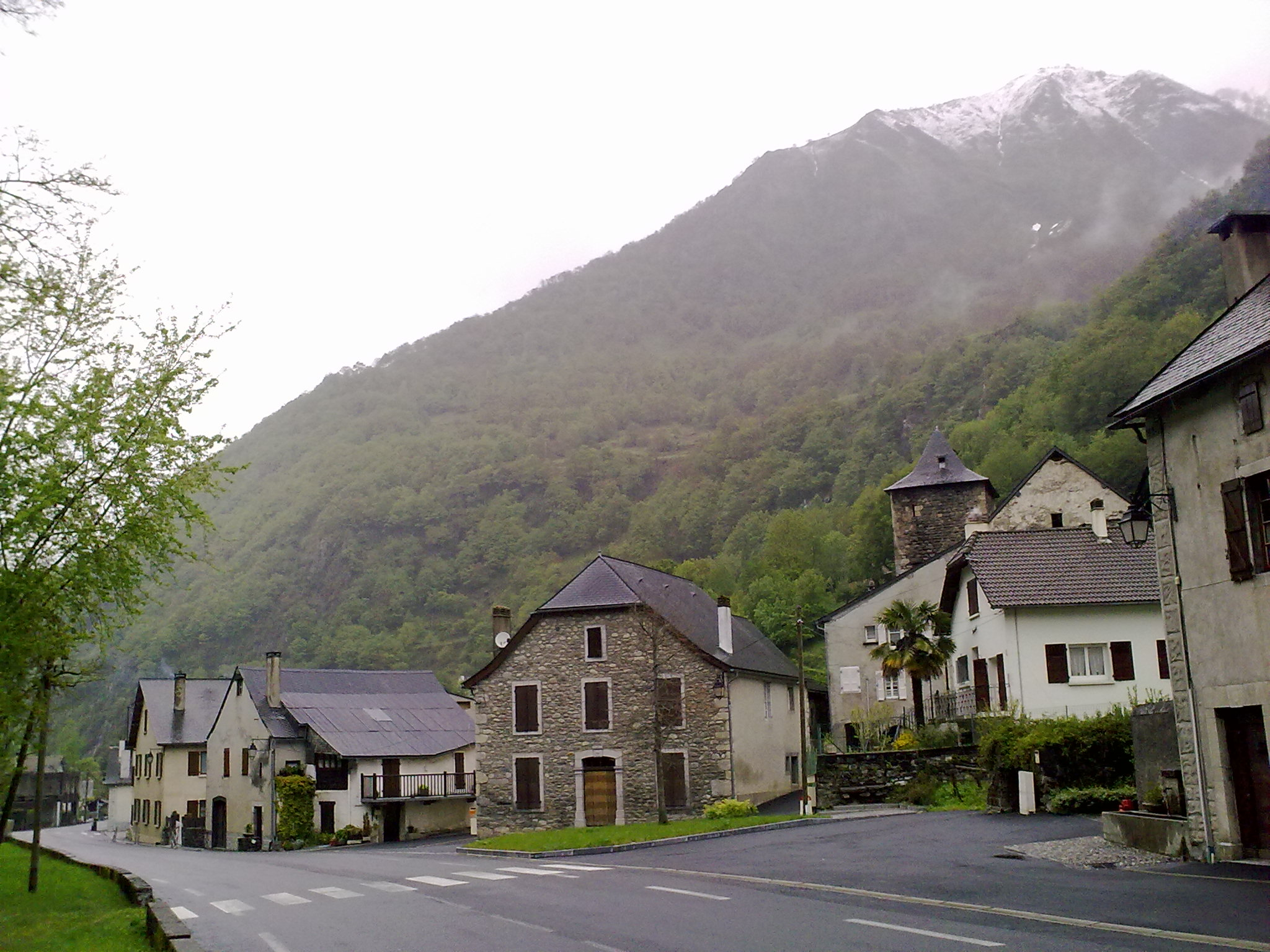
Сет-Эгён
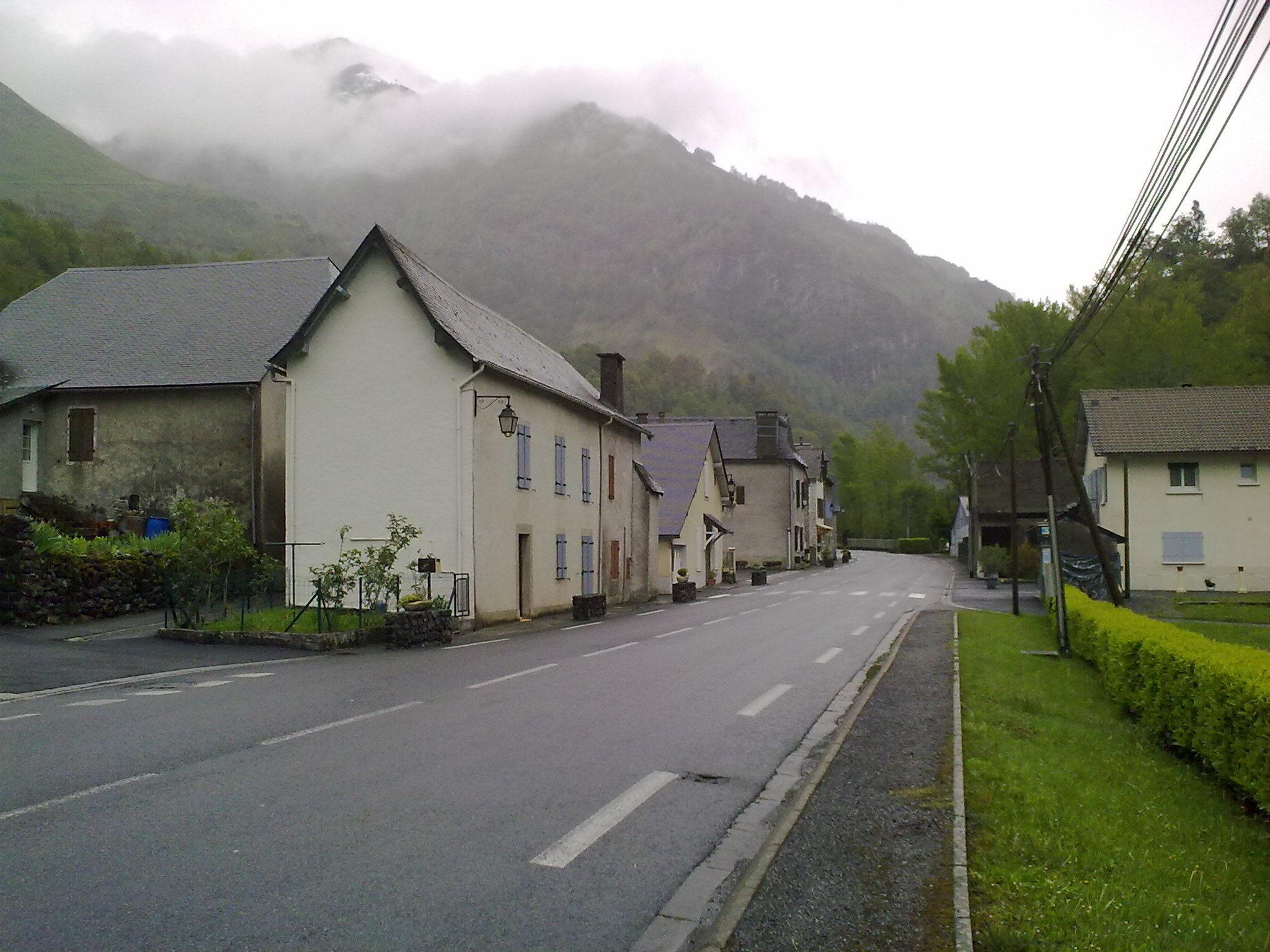
Сет-Эгён
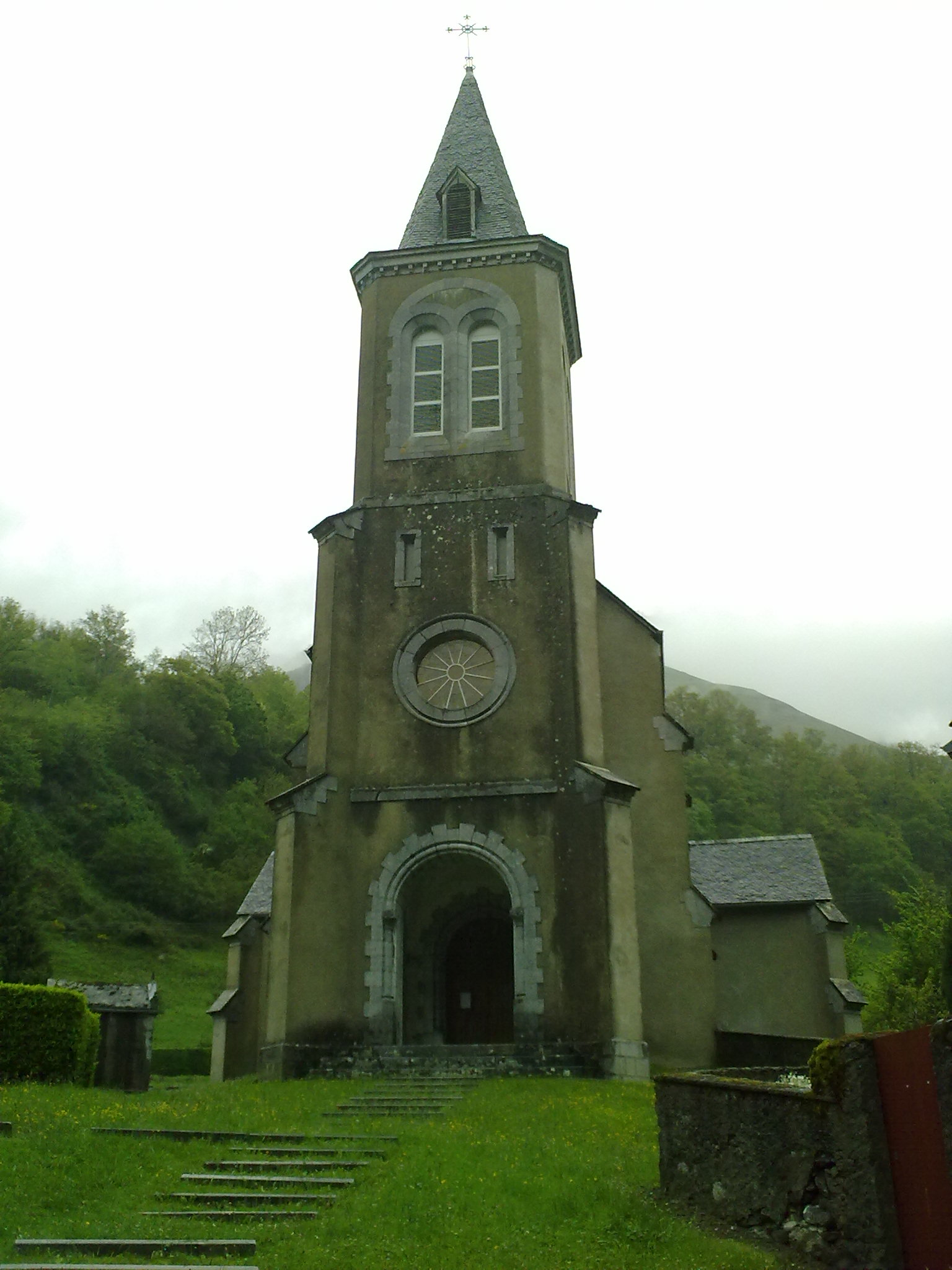
Церковь Св. Петра
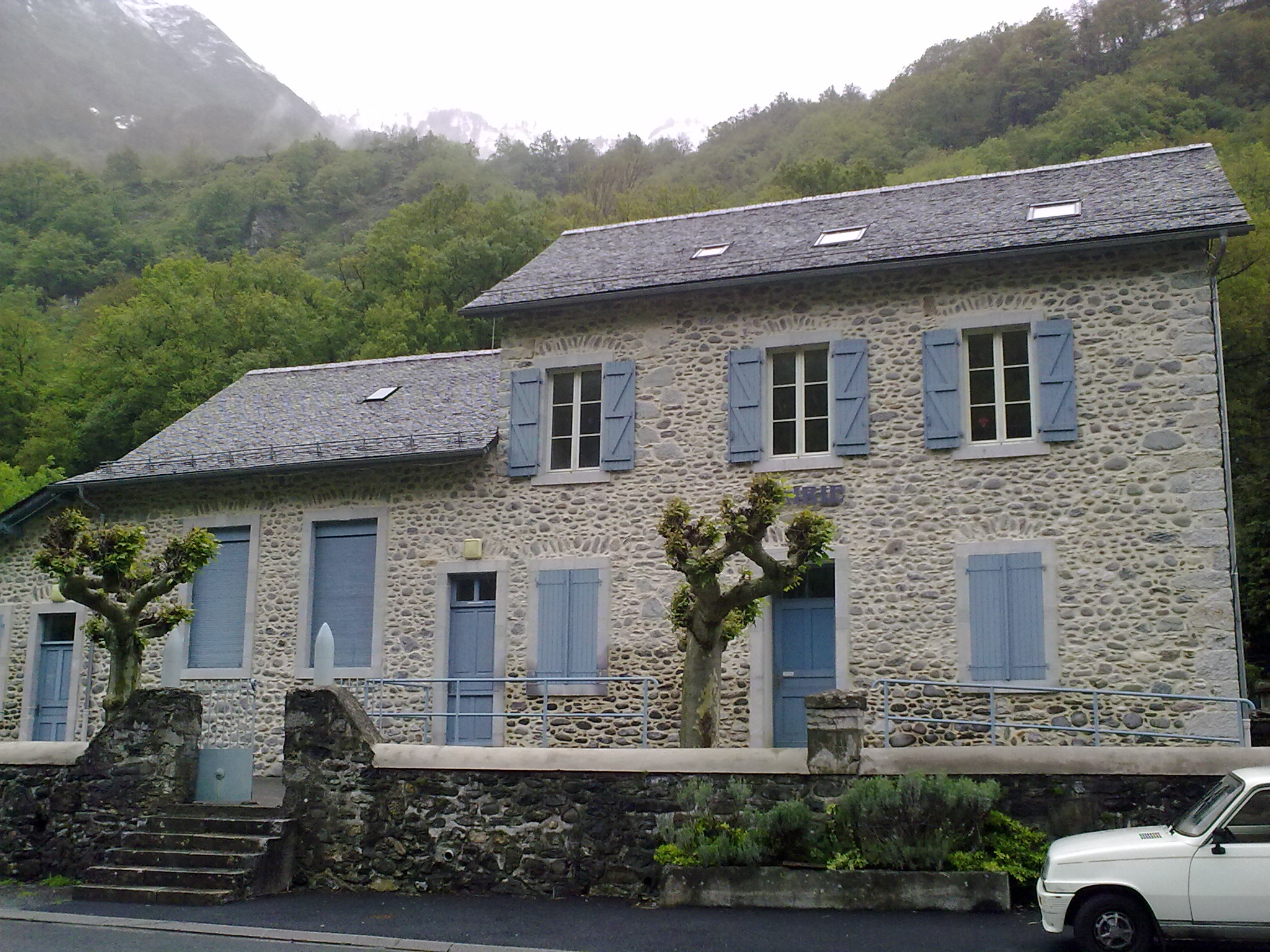
Мэрия
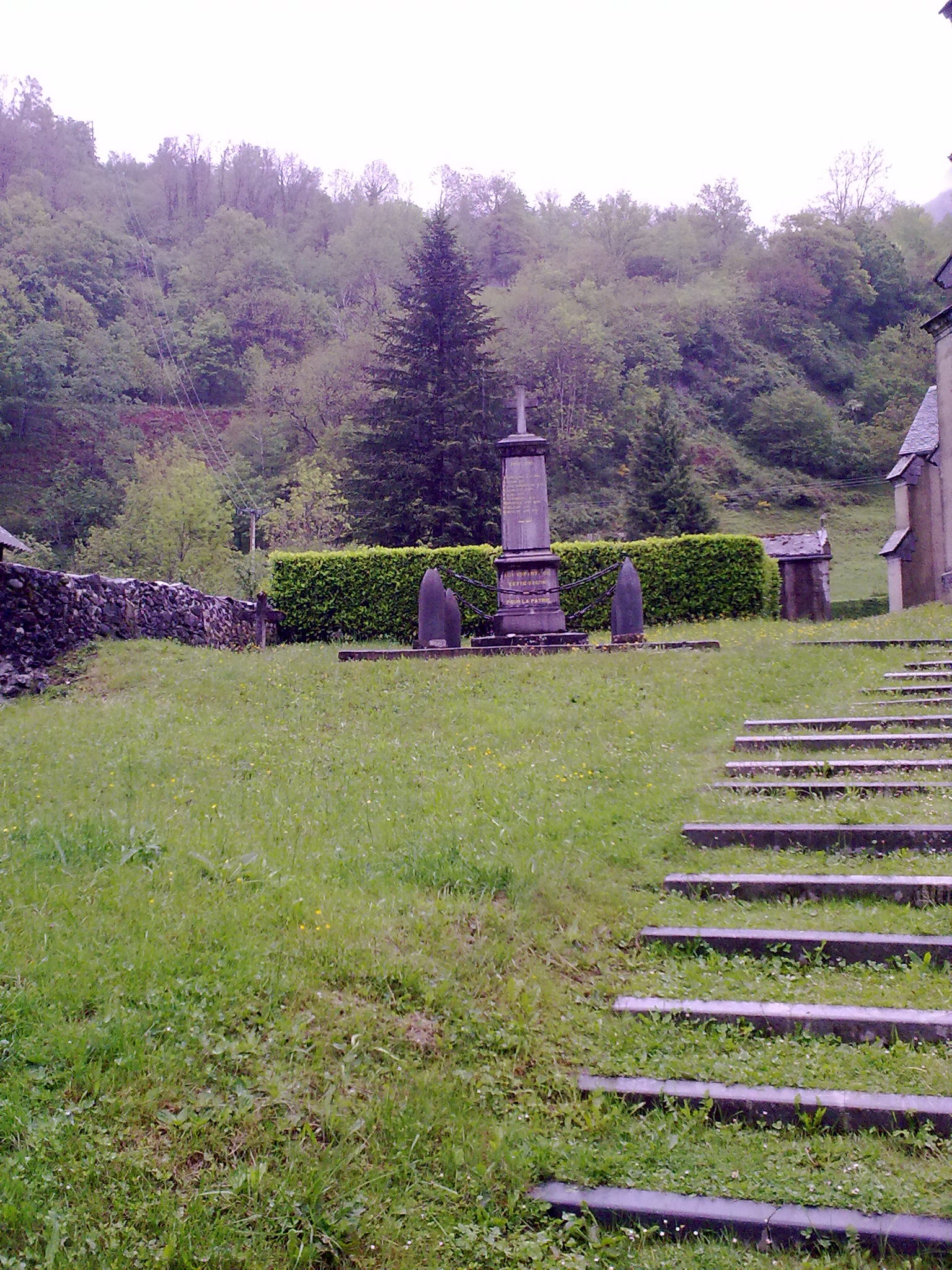
Военный мемориал